# Acyrthosiphon brevicorne
Acyrthosiphon brevicorne är en insektsart som beskrevs av Hille Ris Lambers 1960. Acyrthosiphon brevicorne ingår i släktet Acyrthosiphon och familjen långrörsbladlöss. Arten är reproducerande i Sverige. Inga underarter finns listade i Catalogue of Life.